# Obduktion – Echte Fälle mit Tsokos und Liefers
Obduktion – Echte Fälle mit Tsokos und Liefers ist eine True-Crime-Dokumentation des deutschen Streaminganbieters TVNOW.

## Inhalt
Die Dokumentation mit Jan Josef Liefers und Rechtsmediziner Michael Tsokos wird am Arbeitsplatz von Michael Tsokos, der Rechtsmedizin der Berliner Charité, gedreht. Der Zuschauer wird zu wirklichen Obduktionen an realen Todesfällen mitgenommen.
Michael Tsokos führt dabei die tägliche Arbeit des Rechtsmediziner aus und obduziert die Todesfälle. Jan Josef Liefers fungiert als Zuschauer vor Ort und hinterfragt die einzelnen Obduktionsschritte. Weiterhin befindet sich noch ein zweiter Obduzent und ein Obduktionsassistent bei der Obduktion, dies ist Vorschrift nach der deutschen Strafprozessordnung. Während der Obduktion werden Schritt für Schritt die Todesumstände der Verstorbenen bestimmt. Aufgrund der exakten Vorgangsweise bei den Obduktionen erfährt der Zuschauer, wie die Rechtsmedizinische Beweiskette abläuft. Es wird alles von der ersten Computertomographenuntersuchung, der äußeren und inneren Leichenschau, bis zur Endversorgung des Toten berichtet. Falls sich während der Obduktion herausstellen sollte, dass es sich um einen nicht natürlichen Todesfall handelt, werden die Dreharbeiten sofort abgebrochen und die Kriminalpolizei informiert.

## Staffel 1
Der Director’s Cut der ersten Staffel umfasst 4 Episoden, es existiert außerdem eine einzelne zusammengeschnittene Folge. In dieser Staffel geht es um die Aufklärung von zwei realen Todesfällen. Bei beiden Fällen soll die gerichtlich angeordnete Obduktion Klarheit zu den Todesumständen bringen und eine eventuelle Straftat aufdecken.
Beim ersten obduzierten Verstorbenen steht im Mittelpunkt die Frage, ob es sich um einen Suizid oder ein als Suizid getarntes Tötungsdelikt handelt. Hierbei ist der Zuschauer bei jedem einzelnen Schritt zum Nachweis eines Suizides dabei und erfährt somit die Vorgangsweise zum Aufklären der Umstände des Todesfalls. Es werden anhand der äußeren und inneren Leichenschau Indizien gesucht, die für beziehungsweise gegen einen Suizid sprechen könnten. In diesem Fall kann ein Fremdverschulden ausgeschlossen werden, da es sich aufgrund des gebrochenen Zungenbeins eindeutig um einen Suizid handelt.
Bei der zweiten Obduktion steht im Mittelpunkt die Frage, warum die Person in der Öffentlichkeit verstorben ist und ob es ein Fremdverschulden gibt. In diesem Fall wird der Zuschauer auf die Suche nach der Todesursache und dem Suchen von Anzeichen einer Fremdeinwirkung mitgenommen. Bei dieser Obduktion liefert schließlich die innere Leichenschau und die Obduktion der Organe die Todesursache Herzinfarkt.
Staffeldetails:
- Deutschsprachige Erstausstrahlung: 4. Januar 2021
- Erstausstrahlung: TVNOW (TVNOW Originals)
- Produktionsland: Deutschland
- Genre: Dokumentation

## Staffel 2
Staffel 2 startet ab 20. Mai 2021 auf dem Streamingdienst TVNOW.
Staffeldetails:
- Deutschsprachige Erstausstrahlung: 20. Mai 2021
- Erstausstrahlung: TVNOW (TVNOW Originals)
- Produktionsland: Deutschland
- Genre: Dokumentation